# Hemioplisis inunculata
Hemioplisis inunculata là một loài bướm đêm trong họ Geometridae.